# 赛米·埃尔登
赛米·埃尔登（土耳其語：Semih Erden，1986年7月29日—），土耳其篮球运动员，现效力于NBA，身高6尺11寸，体重240磅，司职位置中锋。埃尔登在2008年NBA選秀中排名倒数第一名(第六十名，60號選秀權在選秀大會之前曾被兩度交易)，最终被波士頓塞爾提克選中。
埃尔登行事極爲低調，其才能也較為一般，故至今為止不是很出名。但由于其身材較為少見，故還是得到NBA球探的關注，但之後依然回到土耳其打球。